# 王清涛
王清涛（1934年2月—2023年1月17日），辽宁营口人，中国人民解放军正军职退休干部、原沈阳军区政治部副主任。

## 生平
王清涛1951年7月入伍并加入中国共产党。历任学员、参谋、助理员、干事、秘书、科长、办公室副主任，师副政委，军政治部主任，陆军第六十四集团军政委等职。
2023年1月17日，王清涛因病于沈阳逝世，享年89岁。讣告刊登在4月17日的《解放军报》。